# Gösta Leijon
Nils Emil Gösta Leijon, född den 4 september 1906 i Trelleborg, död den 28 mars 1994 i Malmö, var en svensk militär.
Leijon blev fänrik vid Wendes artilleriregemente 1929, löjtnant där 1933, i luftvärnet 1935 och kapten där 1940. Han genomgick Artilleri- och ingenjörhögskolans högre kurs 1932–1934 och var kadettofficer vid Krigsskolan på Karlberg 1937–1941, lärare vid Artilleri- och ingenjörhögskolan 1941–1946, vid Luftvärnsskjutskolan 1941–1944, 1950–1951 och 1954–1957. Leijon befordrades till major i luftvärnet 1948, till överstelöjtnant 1955 och till överste 1958. Han var chef för Luleå luftvärnskår 1957–1966 och övergick därefter till luftvärnets reserv. Leijon blev riddare av Svärdsorden 1948, kommendör av samma orden 1962 och kommendör av första klassen 1966. Han vilar på Hörby kyrkogård.